# Themistoklís Sofúlis
Themistoklís Sofúlis (em grego: Θεμιστοκλής Σοφούλης; 1862 — 1949) foi um político da Grécia. Ocupou o cargo de primeiro-ministro da Grécia.